# Daberstedt
Daberstedt ist ein Stadtteil im Südosten der thüringischen Landeshauptstadt Erfurt mit 13337 Einwohnern (31. Dezember 2022) auf einer Fläche von 3,49 km².
Daberstedt erstreckt sich zwischen der Löbervorstadt im Westen und der Krämpfervorstadt im Norden über die hügeligen Ausläufer des Steigerwalds. Heute ist es ein Wohngebiet mit eher lockerer Bebauung und einer bürgerlichen Bevölkerungsstruktur. Größere Gewerbeflächen bestehen an der Weimarischen Straße im Osten. Während des 20. Jahrhunderts war Daberstedt ein bedeutender Militärstandort mit zahlreichen Kasernen, die noch heute das Bild prägen, wenngleich einige mittlerweile anderen Nutzungen zugeführt wurden. In jüngerer Zeit erlangte der Stadtteil durch die Besetzung des Topf-und-Söhne-Geländes überregionale mediale Aufmerksamkeit.
Seinen Namen erhielt der Stadtteil vom ehemaligen Dorf Daberstedt, das 1813 durch die französische Besatzung in Erfurt zerstört wurde. Erst im 20. Jahrhundert wurde die Flur wieder bebaut und es entstand der heutige Stadtteil Daberstedt.

## Geografie
Daberstedt grenzt im Nordwesten an die Altstadt an. Nördlich, auf der anderen Seite der Thüringer Bahn, liegt die Krämpfervorstadt und westlich der Friedrich-Ebert-Straße die Löbervorstadt. Im Südosten geht die städtische Bebauung in den Herrenberg und nach Melchendorf (ohne gemeinsame Grenze) über, während im Osten die Dörfer Dittelstedt, Urbich und Linderbach angrenzen.
Das Gelände Daberstedts ist hügelig. In der Mitte des Stadtteils verläuft in Süd-Nord-Richtung das Tal des Schwemmbachs, das die Höhen des Steigerwalds im Westen vom Rabenhügel und dem Herrenberg im Osten trennt. Der niedrigste Punkt in Daberstedt ist dabei der Flutgraben der Gera am Hauptbahnhof im Nordwesten mit etwa 195 Metern Höhe. Nach Süden steigt das Gelände an und erreicht an der Käthe-Kollwitz-Straße (Südgrenze Daberstedts) etwa 235 Meter. Am Rabenhügel im Südosten werden 230 Meter Höhe erreicht, ebenso an der Henne-Kaserne im Osten.
Neben Daberstedt befand sich früher mit Schmidtstedt noch ein zweites Dorf in der heutigen Stadtteilflur. Dieses fiel jedoch schon um 1350 wüst, während die Dorfkirche erst 1631 abgerissen wurde. Von diesem Dorf leitet sich der Name für den östlichen Teil der Flur, Schmidtstedter Flur, ab. Während vor der Entfestigung Erfurts im Jahr 1873 die Fläche Daberstedts landwirtschaftlich genutzt wurde, begann danach langsam die Bebauung Daberstedts, die vor allem zwischen 1900 und 1960 stattfand. Die Schmidtstedter Flur blieb dagegen unbebaute Landwirtschaftsfläche. Sie wurde erst nach 1990 durch die Anlegung neuer Gewerbeflächen zunehmend bebaut.

## Geschichte des Dorfs Daberstedt

Karte von Daberstedt (1843)

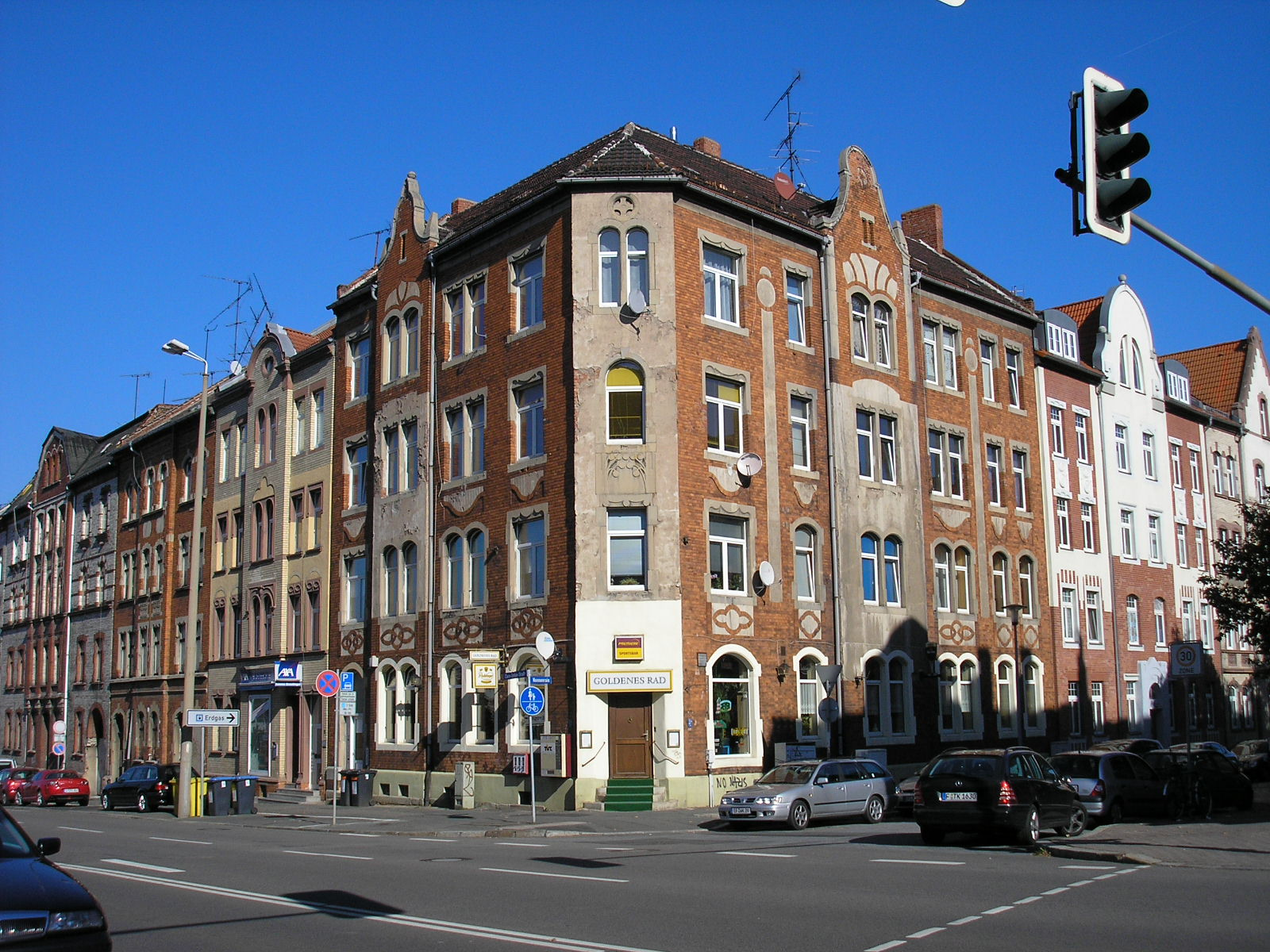
In Daberstedt

Daberstedt soll eine Gründung des Frankenkönigs Dagobert III. sein, der von 711 bis 715 herrschte. Es gehörte wohl zu den ersten drei Dörfern bei Erfurt, in denen im 8./9. Jahrhundert durch die Mainzer Erzbischöfe Slawen angesiedelt wurden. Urkundlich zum ersten Mal erwähnt wurde der Ort 1122 in einer erzbischöflichen Urkunde, 1157 dann als wendisches Küchendorf Tabersteden. Gegen verschiedene Privilegien (Mainzer Gerichtsbarkeit, Zoll- und Steuervergünstigungen) belieferten die Küchendörfer die Mainzer Verwaltung in Erfurt mit Naturalien und leisteten Hand- und Spanndienste. Im 14. und 15. Jahrhundert blühten in Daberstedt die Leineweberei und der Ausschank von Bier und Wein auf.
Im Dreißigjährigen Krieg wurden Erfurt und Umgebung 1631 durch die protestantischen Schweden besetzt. In ihrem Auftrag herrschte in Erfurt der Statthalter und Gouverneur Herzog Wilhelm von Weimar. Dieser nutzte sein Amt, um sich selbst zu bereichern. Der Rat erreichte seine Ablösung durch den Schweden Alexander Eskens. Dieser forcierte den Ausbau der Stadt zur schwedischen Festung.
Die Rechte der überwiegend protestantischen Stadt Erfurt am bisherigen Eigentum des Mainzer Erzstiftes wurden am 19. Oktober 1632 durch den Schwedenkönig bestätigt. Dazu gehörten in dieser Zeit der Mainzerhof im Brühl sowie die katholischen Küchendörfer Witterda, Hochheim, Melchendorf, Daberstedt, Dittelstedt, verschiedene Stifte, Klöster und katholische Pfarrkirchen, vorbehaltlich der schwedischen Oberhoheit.
1633 erfolgte der Abriss des gesamten Dorfs Daberstedt einschließlich seiner Georgskirche. Das Abrissmaterial wurde für den Bau der Schweden-Bastion vor dem Schmidtstedter Tor verwendet. Nach dem Dreißigjährigen Krieg war Daberstedt entvölkert. Es wurde dann notdürftig wiederaufgebaut, seine Kirche erst 1713. 1664 zerstörten französische Hilfstruppen des Mainzer Kurfürsten den Ort erneut.
Das vor der Festung Erfurt liegende Dorf Daberstedt wurde dann am 29. Oktober 1813 durch französische Soldaten aus Erfurt völlig niedergebrannt, um freies Schussfeld gegen die belagernden Preußisch-Österreichisch-Russischen Armeen zu haben. Es wurde nicht wieder aufgebaut, da es in der Zone um die Erfurter Stadtbefestigung lag, die bis 1873 nicht bebaut werden durfte. Die Ortsflur Daberstedts wurde der Stadt Erfurt angegliedert.

## Neudaberstedt
Die Bezeichnung Neudaberstedt bezieht sich nicht auf ein bestimmtes Viertel in Daberstedt, sondern auf die Neubebauung der Ortsflur, nachdem das alte Dorf Daberstedt ab 1813 nicht mehr bestand. Im Speziellen bezieht es sich auf die Bewohner von einzeln stehenden kleinen Siedlerhäusern, die verstreut in der Stadtteilflur um 1900 entstanden, beispielsweise am Stadtweg oder an der Melchendorfer Straße. Durch die spätere Bebauung der gesamten Ortsflur sind diese einzelnen Häuser mittlerweile in die Stadt hineingewachsen und dadurch ist das Bild einer losen Siedlung Neudaberstedt von vor dem Ersten Weltkrieg nicht mehr wahrnehmbar. 1912 erhielt diese Siedlung ihre eigene Kirche, die evangelische Lukaskirche am Stadtweg.

## Viertel
| Viertel (nicht offiziell)                                                                                                | Blockgruppen (offiziell)  | Fläche (km²) | Einwohner (2000) | Einwohner (2007) | Einwohner (2015) | Bevölkerungsdichte |
| --- | ------------------------- | ------------ | ---------------- | ---------------- | ---------------- | ------------------ |
| Clara-Zetkin-Straße (Bahn – Wilhelm-Busch-Straße – Häßlerstraße – Johann-Sebastian-Bach-Straße – Windthorststraße)       | 1111 + 1112 + 1113 + 1114 | 0,44         | 4.446            | 4.468            | 4.682            | 10.641             |
| Am Schwemmbach (Johann-Sebastian-Bach-Straße – Häßlerstraße – Stadtweg – Käthe-Kollwitz-Straße – Friedrich-Ebert-Straße) | 1115 + 1116 + 1117        | 0,55         | 3.476            | 3.364            | 3.360            | 6.109              |
| Reichsbahnsiedlung (Bahn – Rudolstädter Straße – Blankenhainer Straße – Hans-Grundig-Straße – Wilhelm-Busch-Straße)      | 1121 + 1122 + 1123        | 0,40         | 3.356            | 3.289            | 3.141            | 7.853              |
| Rabenhügel (Hans-Grundig-Straße – Blankenhainer Straße – Am Herrenberg – Stadtweg – Wilhelm-Busch-Straße)                | 1124 + 1125               | 0,48         | 2.246            | 2.085            | 1.999            | 4.165              |
| Schmidtstedter Flur | 1131                      | 1,63         | 313              | 370              | 407              | 250                |

### Clara-Zetkin-Straße

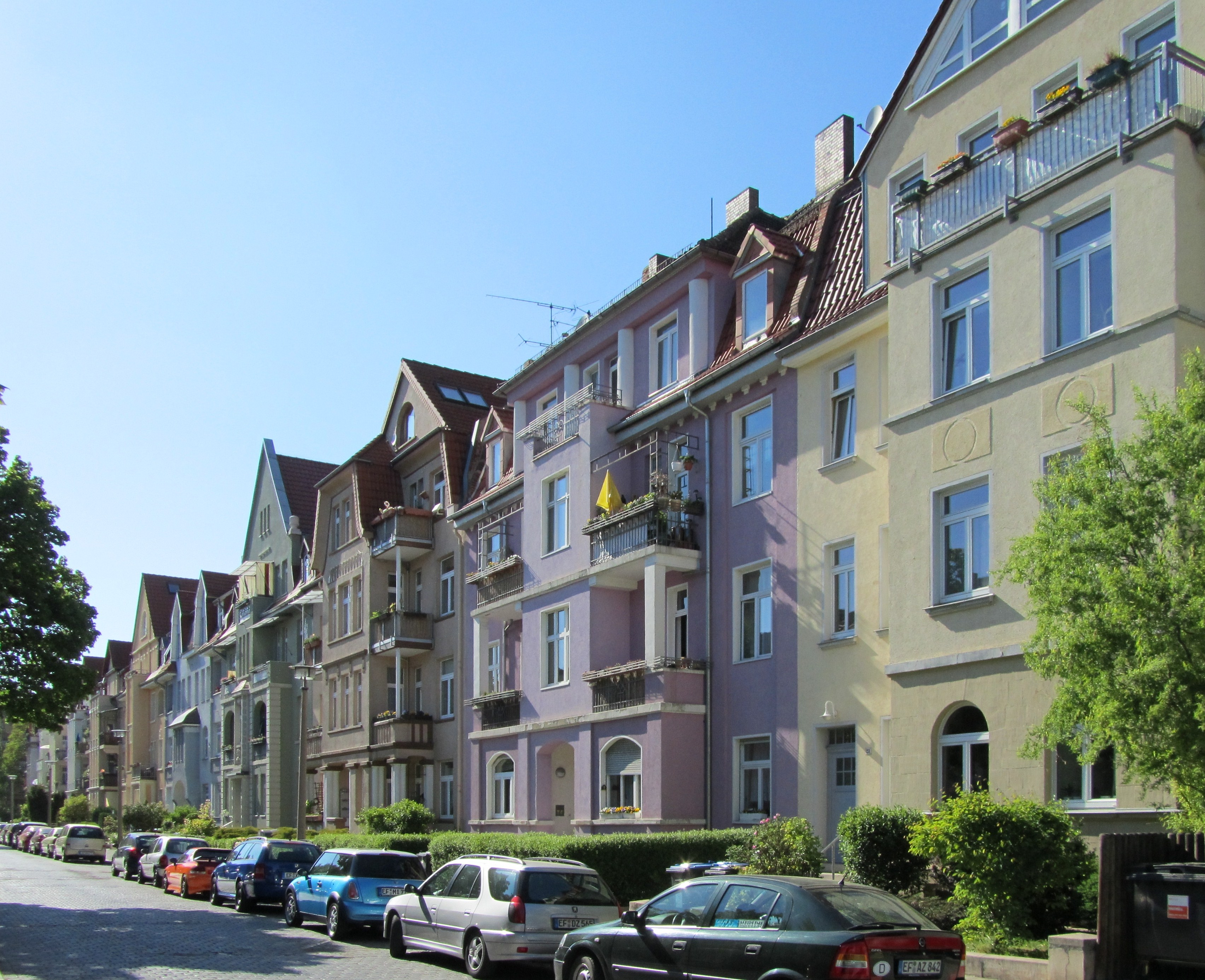
Wohnhäuser am Nonnenrain

Das Viertel um die Clara-Zetkin-Straße liegt im Nordwesten Daberstedts zwischen der Thüringer Bahn im Norden, der Wilhelm-Busch-Straße im Osten, der Häßlerstraße im Süden und der Windthorststraße im Westen. Es war der erste Teil Daberstedts, der ab 1873 bebaut wurde und ist deshalb stärker als die anderen Viertel durch Gebäude aus der Zeit vor 1920 geprägt. Während der Nordteil bis an die Holbeinstraße mit den typischen viergeschossigen Erfurter Mietshäusern bebaut ist, dominiert im südlichen Teil eine andere Architektur. Hier entstanden, beeinflusst vom englischen Stil, kleinere Häuser, die nicht mit den Villen der wilhelminischen Zeit vergleichbar sind, aber auch noch keine Einfamilienhäuser wie sie später in Mode kamen darstellen. Die zweigeschossigen Häuser bieten Platz für ein bis zwei Familien und sind einzeln stehend, als Doppelhaus oder als Reihenhaus ausgeführt und verfügen über kleine Gärten vor und hinter dem Haus. Damit lebten in diesem Viertel zunächst vor allem Angestellte und Beamte.
An der Rubensstraße befindet sich die katholische Georgskapelle, die ihr Patrozinium von der alten Daberstedter Dorfkirche übernommen hat und im Bereich des ehemaligen Dorfes steht.

### Am Schwemmbach
Das Viertel am Schwemmbach schließt sich südlich an das um die Clara-Zetkin-Straße an. Es reicht von der Häßlerstraße im Norden bis an den Stadtweg im Osten, die Käthe-Kollwitz-Straße im Süden und die Friedrich-Ebert-Straße im Westen. Im Norden befinden sich vor allem Reihenhäuser aus der Zwischenkriegs- und frühen Nachkriegszeit, während im Süden Altneubauten aus den ersten beiden Jahrzehnten der DDR-Zeit stehen. Dazwischen liegen ehemalige Kasernen aus den 1930er Jahren, von denen eine heute als Sitz des Thüringer Landeskriminalamts dient. Außerdem haben hier die Bundesbank-Filiale, die Agentur für Arbeit und das Thüringer Ministerium für Wirtschaft, Arbeit und Technologie ihren Sitz.

### Reichsbahnsiedlung
Die Reichsbahnsiedlung entstand in den 1950er- und 1960er-Jahren als Wohnsiedlung für die Mitarbeiter der Deutschen Reichsbahn in der DDR. Dabei wurden durch die Wohnungsbaugenossenschaft Reichsbahn zwischen der Wilhelm-Busch-Straße, der Rudolstädter Straße und der Hans-Grundig-Straße zahlreiche Altneubauten errichtet. Ganz im Norden des Viertels am Nonnenrain und der Klausenerstraße liegen einige ältere Mietshäuser aus der wilhelminischen Zeit. Der schon vorher vorhandene Bezug zur Eisenbahn zeigt sich in der Geschichte der Wohnungsbaugenossenschaft „Einheit“ und spiegelt sich in Straßenbenennungen nach Hermann von Budde und Karl von Thielen. An der Weimarischen Straße entstand in den 1990er-Jahren der Bürokomplex Spielbergtor neben dem ehemaligen Werksgelände von J. A. Topf und Söhne. Hier wurden im Zweiten Weltkrieg die Krematoriumsöfen für die Konzentrationslager hergestellt. Nach der Wiedervereinigung wurde das Gelände stillgelegt und 2001 durch Aktivisten besetzt. Ziel war die authentische Erhaltung des geschichtsträchtigen Ortes als Erinnerungsstätte, während Investoren den Abriss und die Neubebauung des Areals vorsahen. Die Besetzung endete 2009 durch gewaltsame Räumung seitens der Polizei, nachdem Vermittlungsversuche gescheitert waren. Ein Erfolg war allerdings die Aufmerksamkeit, die erzielt wurde. So konnte zumindest das ehemalige Verwaltungsgebäude von Topf & Söhne erhalten werden. Hier entstand der Erinnerungsort Topf & Söhne, dessen Ausstellung am 27. Januar 2011 eröffnet wurde. Die übrigen Werksgebäude wurden hingegen abgerissen und durch neue Einkaufsmärkte ersetzt.

### Rabenhügel
Den Südosten des Stadtteils nimmt der Rabenhügel ein. Das Viertel ist durch eine Mischung aus Eigenheimen und Mietshäusern aus den 1920er/1930er Jahren bis zur Mitte des 20. Jahrhunderts geprägt. Auch hier gab es früher Kasernen, so dient die Blumenthal-Kaserne aus den 1930er-Jahren heute als Sitz des Thüringer Finanzministeriums. Im Norden des Viertels liegt das Sportstadion Daberstedts an der Wilhelm-Busch-Straße.

### Schmidtstedter Flur
Die Schmidtstedter Flur ist nach dem früher hier gelegenen Dorf Schmidtstedt benannt und erstreckt sich entlang der Weimarischen Straße (Bundesstraße 7) von der Rudolstädter Straße im Westen bis an die Linderbacher Grenze im Osten. Sie war durch ihre Lage direkt an den großen Verkehrswegen bereits seit dem 19. Jahrhundert mehr durch industrielle Nutzung, denn durch Wohnbebauung geprägt. Nach der Wiedervereinigung entstanden hier im großen Maße neue Einkaufsmärkte auf der grünen Wiese, unter anderem das Thüringer Einkaufscenter (TEC) mit zahlreichen Geschäften und ein Großmarkt der Metro. Dazu kamen insbesondere Autohäuser und Baumärkte. Im Osten der Schmidtstedter Flur liegt die Henne-Kaserne, eine der letzten Kasernen in Erfurt, die noch durch das Militär genutzt werden. Die wenigen noch unbebauten Flächen der Schmidtstedter Flur werden landwirtschaftlich genutzt.

## Einwohnerentwicklung
Die Bebauung Daberstedts begann um 1900 und war um 1970 im Wesentlichen abgeschlossen. Es war ein Stadtteil mit rund 15.000 Einwohnern entstanden. Da Daberstedt weder ein unsaniertes Altbaugebiet, noch eine Plattenbau-Großsiedlung darstellte und als Wohnlage nach wie vor begehrt war, blieb die Einwohnerzahl auch nach der Wiedervereinigung relativ konstant. Allerdings blieb auch der Zuzug jüngerer Menschen geringer als in anderen Stadtteilen Erfurts, sodass Daberstedt heute eine vergleichsweise alte Bevölkerung aufweist, die zu großen Teilen schon seit mehreren Jahrzehnten dort lebt.
Eine Gebäudezählung im Jahr 2006 ergab, dass es in Daberstedt 1644 Gebäude gibt, in denen sich 7368 Wohnungen befanden, von denen wiederum 723 oder 10 % leer standen. Bis zum Jahr 2009 ging die Anzahl der Wohnungen leicht auf 7358 zurück, auch die Gebäudezahl fiel auf 1639, während der Leerstand auf 642 Wohnungen (8,7 %) zurückging.
Die Geburtenzahl (etwa 110 Geburten im Jahr) liegt deutlich unter der Zahl der Sterbefälle (etwa 160 pro Jahr), während der Wanderungssaldo ausgeglichen ist. Dies führt zu einer langsamen und geringen Abnahme der Bevölkerung in Daberstedt. Der Ausländeranteil ist mit 0,99 % (2009) außerordentlich gering (Erfurter Durchschnitt etwa 3,3 %) und unterstreicht die geringe demografische Mobilität im Stadtteil.

Einwohnerentwicklung von Daberstedt von 1990 bis 2016

Daten der Stadtverwaltung Erfurt, jeweils zum 31. Dezember.
| Jahr | Einwohnerzahl | Entwicklung (1990 = 100 %) | Entwicklung Erfurt (1990 = 100 %) |
| ---- | ------------- | -------------------------- | --------------------------------- |
| 1990 | 14.814        | 100,0                      | 100,0                             |
| 1995 | 14.311        | 96,6                       | 93,4                              |
| 1996 | 13.596        | 91,8                       | 91,9                              |
| 1997 | 13.494        | 91,1                       | 90,6                              |
| 1998 | 13.301        | 89,8                       | 89,3                              |
| 1999 | 13.633        | 92,0                       | 88,0                              |
| 2000 | 13.837        | 93,4                       | 87,6                              |
| 2001 | 13.835        | 93,4                       | 87,4                              |
| 2002 | 13.762        | 92,9                       | 87,2                              |
| 2003 | 13.767        | 92,9                       | 88,0                              |
| 2004 | 13.680        | 92,3                       | 88,4                              |
| 2005 | 13.582        | 91,7                       | 88,5                              |
| 2006 | 13.505        | 91,2                       | 88,4                              |
| 2007 | 13.576        | 91,6                       | 88,5                              |
| 2008 | 13.507        | 91,2                       | 88,5                              |
| 2009 | 13.505        | 91,2                       | 88,8                              |
| 2010 | 13.428        | 90,6                       | 89,2                              |
| 2011 | 13.486        | 91,0                       | 89,8                              |
| 2012 | 13.488        | 91,0                       | 90,4                              |
| 2013 | 13.493        | 91,1                       | 91,1                              |
| 2014 | 13.485        | 91,0                       | 91,7                              |
| 2015 | 13.589        | 91,7                       | 93,3                              |
| 2016 | 13.868        | 93,6                       | 93,9                              |
| 2017 | 13.807        |                            |                                   |
| 2018 | 13.716        |                            |                                   |
| 2019 | 13.680        |                            |                                   |
| 2020 | 13.502        |                            |                                   |
| 2021 | 13.572        |                            |                                   |
| 2022 | 13.458        |                            |                                   |
| 2024 | 13.337        |                            |                                   |

## Wirtschaft und Verkehr
Während früher das Militär, die Bahn und verschiedene Industriebetriebe die größten Arbeitgeber in Daberstedt waren, sind es heute Behörden wie das Finanz- und das Wirtschaftsministerium oder das Arbeitsamt. Außerdem bieten Dienstleistung und Handel in den Unternehmen an der Weimarischen Straße zahlreiche Arbeitsplätze.
Die beiden Hauptverkehrsstraßen des Stadtteils sind die Weimarische Straße (Bundesstraße 7), die von Erfurt nach Weimar führt, und die Clara-Zetkin-Straße/Am Schwemmbach, die von Erfurt zur Bundesautobahn 4 und nach Kranichfeld führt. Die Rudolstädter Straße führt von Erfurt nach Dittelstedt und die Häßlerstraße, die Käthe-Kollwitz-Straße sowie die Eisenberger Straße dienen als Querverbindungen.
An den ÖPNV ist der Stadtteil vor allem über die Linien 3 und 4 auf der Windthorst-/Friedrich-Ebert-Straße (Westgrenze Daberstedts) sowie die Buslinie 9 im östlichen Teil angebunden. Weitere Stadtbuslinien komplettieren die Anbindung. Früher verkehrte eine Linie des Oberleitungsbus' Erfurt durch Daberstedt nach Melchendorf sowie zwischen 1904 und 1922 eine weitere Straßenbahnlinie zwischen dem Stadtzentrum und dem Beginn der Rudolstädter Straße.

## Wahlen
Da Daberstedt zwar einen Stadtteil, nicht aber einen Ortsteil nach § 45 der Thüringer Kommunalordnung bildet, gibt es für ihn keine politischen Gremien wie Ortsteilrat oder Ortsteilbürgermeister.
Daberstedt ist Teil des Landtagswahlkreises Erfurt IV.
| Partei          | Stadtrat 2009 | Landtag 2009 | Bundestag 2013 | Europa 2009 |
| --------------- | ------------- | ------------ | -------------- | ----------- |
| Wahlbeteiligung | 43,3          | 51,4         | 58,0           | 43,2        |
| CDU             | 21,9          | 24,6         | 33,2           | 24,0        |
| Die Linke       | 18,5          | 28,0         | 24,9           | 24,7        |
| SPD             | 35,5          | 21,4         | 19,6           | 20,8        |
| Grüne           | 8,9           | 10,7         | 7,3            | 9,8         |
| FDP             | 4,7           | 7,7          | 2,1            | 6,8         |